# دهستان دورود
دورود، دهستانی است از توابع بخش مرکزی شهرستان دورود در استان لرستان ایران.

## جمعیت
براساس سرشماری سال ۱۳۸۵ جمعیت آن ۱۳٬۶۸۹ نفر (۲٬۸۳۴ خانوار) بوده‌است.